# Liste der Kardinalpriester von Santi Marcellino e Pietro
Folgende Kardinäle waren Kardinalpriester von Santi Marcellino e Pietro al Laterano (lat. urspr.: Titulus Nicomedis; heute: Titulus Sanctorum Marcellini et Petri):
- Jean Le Moine (1294–1313)
- Luca Fieschi (1313–1316)
- Gauscelin de Jean (1316–1327)
- Philippe de Cabassole (1368–1370)
- Pedro Raimundo de Barrière CanReg (1379–1383)
- Angelo Barbarigo (1408–1418)[1]
- Isidor von Kiew (1439–1451)
- Louis d’Albret (1461–1465)
- Oliviero Carafa (1467–1470)
- Philippe de Lévis (1473–1475)
- Jorge da Costa (1476–1484)
- vakant (1484–1493)
- Bernardino López de Carvajal (1493–1495)
- Philipp von Luxemburg (1495–1509)
- Louis II. d’Amboise (1510–1511)
- Christopher Bainbridge (1511)
- vakant (1511–1515)
- Adrien Gouffier de Boissy (1515–1517); in commendam (1517–1520)
- vakant (1520–1530)
- François de Tournon CRSA (1530–1550)
- Georges II. d’Amboise (1550)
- Pietro Bertani OP (1551–1558)
- Giovanni Francesco Gambara (1561–1565) (Kardinaldiakon)
- Flavio Orsini (1565–1578); in commendam (1578–1581)
- vakant (1581–1588)
- Stefano Bonucci OSM (1588–1589)
- Mariano Pierbenedetti (1590–1607)
- Orazio Maffei (1607–1609)
- vakant (1609–1614)
- Giovanni Battista Deti (1614–1623)
- vakant (1623–1664)
- Girolamo Boncompagni (1664–1684)
- vakant (1684–1690)
- Giacomo Cantelmo (1690–1702)
- Francesco Pignatelli CRTheat (1704–1719)
- Giovanni Francesco Barbarigo (1721–1730)
- Sigismund von Kollonitz (1730–1740)
- vakant (1740–1753)
- Vincenzo Malvezzi Bonfioli (1753–1775)
- Bernardino Honorati (1777–1807)
- vakant (1807–1816)
- Nicola Riganti (1816–1822)
- vakant (1822–1827)
- Giacomo Giustiniani (1827–1839)
- Giovanni Maria Mastai Ferretti (1840–1846)
- Gaetano Baluffi (1847–1866)
- Giuseppe Berardi (1868–1878)
- Florian-Jules-Félix Desprez (1879–1895)
- Domenico Maria Jacobini (1896–1900)
- Alessandro Sanminiatelli Zabarella (1901–1910)
- vakant (1910–1914)
- António Mendes Bello (1914–1929)
- Manuel Gonçalves Cerejeira (1929–1977)
- Jean-Marie Lustiger (1983–1994)
- Aloysius Matthew Ambrozic (1998–2011)
- Dominik Duka OP (seit 2012)